# Stadion Dinamo we Władywostoku
Stadion Dinamo – wielofunkcyjny stadion we Władywostoku, w Rosji. Obiekt może pomieścić 10 500 widzów. Swoje mecze rozgrywa na nim drużyna Łucz-Eniergija Władywostok.